# Jake Hunter
Jake Hunter ou Tantei Jingūji Saburō (探偵神宮寺三郎) au Japon est une série de jeux vidéo d'aventure créée par Data East en 1987. La série est actuellement développée par Arc System Works.

## Titres
- 1987 : Tantei Jingūji Saburō: Shinjuku Chūō Kōen Satsujin Jiken (Famicom Disk System)
- 1988 : Tantei Jingūji Saburō: Yokohama-ko Renzoku Satsujin Jiken (NES)
- 1988 : Tantei Jingūji Saburō: Kiken na Futari - Zenpen (Famicom Disk System)
- 1989 : Tantei Jingūji Saburō: Kiken na Futari - Kōhen (Famicom Disk System)
- 1990 : Tantei Jingūji Saburō: Toki no Sugiyuku Mama ni (NES)
- 1996 : Tantei Jingūji Saburō: Mikan no Rupo (PlayStation, Saturn)
- 1998 : Tantei Jingūji Saburō: Yume no Owarini (PlayStation, Saturn)
- 1999 : Tantei Jingūji Saburō: Early Collection (PlayStation)
- 1999 : Tantei Jingūji Saburō: Tōka ga Kienu Aidani (PlayStation)
- 2002 : Tantei Jingūji Saburō: Innocent Black (PlayStation 2)
- 2004 : Tantei Jingūji Saburō: Kind of Blue (PlayStation 2)
- 2005 : Tantei Jingūji Saburō: Shiroi Kage no Shōjo (Game Boy Advance)
- 2007 : Jake Hunter Detective Story: Memories of the Past (Nintendo DS)
- 2008 : Tantei Jingūji Saburō DS: Kienai Kokoro (Nintendo DS)
- 2008 : Jake Hunter: Detective Chronicles (Nintendo DS)
- 2008 : Jake Hunter: Seaside City Conspiracy (iOS)
- 2008 : Detective Saburo Jinguji: A Ring with Memories (iOS)
- 2009 : Jake Hunter: Crash and Burn (iOS)
- 2009 : Detective Saburo Jinguji: Waiting for Sunrise (iOS)
- 2009 : Detective Saburo Jinguji: A Decisive Move (iOS)
- 2009 : Tantei Jingūji Saburō DS: Fuserareta Shinjitsu (Nintendo DS)
- 2009 : Tantei Jingūji Saburō: Tsubaki no Yukue and Nazo no Jikenbo (DSiWare)
- 2009 : Tantei Jingūji Saburō: Akenai Yoru ni and Nazo no Jikenbo (DSiWare)
- 2009 : Tantei Jingūji Saburō: Hai to Diamond (PlayStation Portable)
- 2009 : Tantei Jingūji Saburō: Kadan no Isshu and Nazo no Jikenbo (DSiWare)
- 2009 : Tantei Jingūji Saburō: Rensasuru Noroi and Nazo no Jikenbo (DSiWare)
- 2010 : Tantei Jingūji Saburō: Nakiko no Shōzō and Nazo no Jikenbo (DSiWare)
- 2010 : Tantei Jingūji Saburō DS: Akai Chō (Nintendo DS)
- 2012 : Tantei Jingūji Saburō: Fukushū no Rinbu (Nintendo 3DS)
- 2017 : Jake Hunter Detective Story: Ghost of the Dusk (Nintendo 3DS)
- 2018 : Jake Hunter Detective Story: Prism of Eyes (Nintendo Switch, PlayStation 4)